# Stemodia crenatifolia
Stemodia crenatifolia là một loài thực vật có hoa trong họ Mã đề. Loài này được (Kuntze) K. Schum. miêu tả khoa học đầu tiên.